# Réaction de Wohl-Aue
La réaction de Wohl-Aue est une réaction d'oxydo-réduction organique entre un composé nitro aromatique et l'aniline en milieu alcalin pour former une phénazine,.
Un exemple est la réaction entre le nitrobenzène et l'aniline:
Cette réaction est nommée d'après Alfred Wohl and Wilhelm Aue qui ont publié le procédé pour la première fois en 1901.